# 新潟市マンガ・アニメ情報館
新潟市マンガ・アニメ情報館（にいがたしまんが・あにめじょうほうかん）は、新潟県新潟市中央区にある、漫画およびアニメに関する文化施設。

## 概要
新潟市が2012年に計画した「マンガ・アニメを活用したまちづくり構想」に基づき、新潟のマンガ・アニメ文化を次世代に継承・発展・発信を目的に、2013年5月2日に万代シテイ ビルボードプレイス2の1階、旧新潟ジョイポリス跡地に開設した施設。
館内には、アニメーションの制作工程を映像で紹介するモニターや、漫画のキャラクターに自分の声を吹き込む体験コーナーが設置を設置しているほか、企画展示室が設置されている。開館から3ヶ月目で入館者が2万人に、開館から8ヶ月目となる2014年1月13日に6万人に達した。

## 施設
- 常設展示コーナー
- 企画展示室
- ミニシアター
- マンガ・アニメーションライブラリー
- ミュージアムショップ

## 利用案内
- 開館時間
  - 11:00～19:00（土・日・祝は10:00～）
- 休館日
  - 展示替えによる臨時休館あり
- 常設展観覧料 - 企画展の観覧には都度定められる観覧料が別途必要
  - 個人 : 一般 200円 / 中高生 100円 / 小学生 50円（土・日・祝は小中学生無料）
  - 団体 : 一般 160円 / 中高生 80円 / 小学生 40円

## アクセス
万代シテイのビルボードプレイス2（BP2）内に所在する。詳細はビルボードプレイス#交通を参照。